# Веллінгтон Нем
Ве́ллінгтон Нем (порт. Wellington Nem; нар. 6 лютого 1992, Ріо-де-Жанейро, Бразилія) — бразильський футболіст, півзахисник. Грав за донецький «Шахтар» та низку бразильських клубів, зокрема, за «Флуміненсе», «Крузейро» та «Сан-Паулу». Зіграв три матчі за національну збірну Бразилії.

## Клубна кар'єра
Народився 6 лютого 1992 року в Ріо-де-Жанейро. Вихованець юнацьких команд футбольних клубів «Америка» (Ріо-де-Жанейро) та «Флуміненсе», після чого підписав з останнім клубом перший професійний контракт.
Проте, у дорослому футболі дебютував 2011 року виступами за «Фігейренсе», в якій провів один сезон, взявши участь у 25 матчах чемпіонату, в яких забив 9 голів. Тут його було визнана найкращим дебютантом чемпіонату Бразилії 2011 року.
Такою грою Веллінгтон привернув увагу представників тренерського штабу «Флуміненсе», до складу якого повернувся на початку 2012 року. І в тому ж сезоні, будучи гравцем основного складу, завоював разом з «Флуміненсе» золоті медалі національної першості.
6 червня 2013 року підписав п'ятирічний контракт з донецьким «Шахтарем», який заплатив за футболіста 9 млн євро. За весь час, проведений в «Шахтарі», Нем так і не зміг стати футболістом основного складу. Нічого не змінилося в кар'єрі 24-річного гравця і після приходу в команду Паулу Фонсеки.
2016 року футболіст провів у футболці «Шахтаря» 11 матчів у всіх турнірах і відзначився однією результативною передачею, після чого в листопаді 2016 року Веллінгтон був орендований бразильським «Сан-Паулу» терміном на 1 рік. За рік на батьківщині Нем зіграв у 10 матчах Серії А, забивши 1 гол, та ще 8 матчах Ліги Пауліста.

## Виступи за збірні
2009 року дебютував у складі юнацької збірної Бразилії, з якою брав участь у чемпіонаті світу серед однолітків, де зіграв в усіх трьох матчах збірної і забив один гол. Загалом в юнацькій збірній провів 10 ігор, відзначившись 3 забитими голами.
26 травня 2012 року дебютував в офіційних матчах у складі національної збірної Бразилії в товариській грі проти збірної Данії, яка завершилася перемогою латиноамериканців з рахунком 3-1, а Веллінгтон вийшов на поле на 75 хвилині замість Леандро Даміана. 
Наразі провів у формі головної команди країни 3 матчі.

## Статистика виступів
Станом на 1 червня 2013

### Статистика клубних виступів
| Сезон             | Команда           | Чемпіонат         | Чемпіонат | Чемпіонат | Національний кубок | Національний кубок | Національний кубок | Континентальні кубки | Континентальні кубки | Континентальні кубки | Інші змагання | Інші змагання | Інші змагання | Усього | Усього |
| Сезон             | Команда           | Ліга              | Ігор      | Голів     | Ліга               | Ігор               | Голів              | Ліга                 | Ігор                 | Голів                | Ліга          | Ігор          | Голів         | Ігор   | Голів  |
| ----------------- | ----------------- | ----------------- | --------- | --------- | ------------------ | ------------------ | ------------------ | -------------------- | -------------------- | -------------------- | ------------- | ------------- | ------------- | ------ | ------ |
| 2011              | «Фігейренсе»      | ЛК+СA             | 3+26      | 1+9       | —                  | —                  | —                  | —                    | —                    | —                    | —             | —             | —             | 29     | 10     |
| 2012              | «Флуміненсе»      | ЛК+СA             | 14+27     | 3+6       | —                  | —                  | —                  | КЛ                   | 7                    | 0                    | —             | —             | —             | 48     | 9      |
| 2013              | «Флуміненсе»      | ЛК+СA             | 9+1       | 6+1       | —                  | —                  | —                  | КЛ                   | 9                    | 1                    | —             | —             | —             | 19     | 7      |
| Усього за кар'єру | Усього за кар'єру | Усього за кар'єру | 26+54     | 9+16      |                    | —                  | —                  |                      | 16                   | 1                    |               | —             | —             | 96     | 26     |

### Статистика виступів за збірну
| Дата       | Місто     | Господарі | Результат | Гості     | Турнір | Голи | Примітки |
| ---------- | --------- | --------- | --------- | --------- | ------ | ---- | -------- |
| 26/05/2012 | Гамбург   | Данія     | 1 – 3     | Бразилія  | Тов    | 0    | 75'      |
| 03/06/2012 | Арлингтон | Бразилія  | 0 – 2     | Мексика   | Тов    | 0    | 78'      |
| 20/09/2012 | Гоянія    | Бразилія  | 2 – 1     | Аргентина | Тов    | 0    | 76'      |
| Усього     |           | Матчів    | 3         |           | Голів  | 0    |          |

## Досягнення
- Чемпіон Бразилії: 2012
- Переможець Ліга Каріока: 2012
- Чемпіон Південної Америки (U-15): 2007
- Чемпіон Південної Америки (U-17): 2009
- Переможець Суперкласіко де лас Амерікас: 2012